# Anissa Daoud
Anissa Daoud (in arabo أنيسة داود‎?; Thugga, 26 luglio 1982) è un'attrice tunisina, nata da padre tunisino e madre francese di origini italiane. Vive e lavora principalmente tra Parigi e Tunisi.

## Biografia
Collabora regolarmente al lavoro di una compagnia teatrale francese, La Grave e Burlesque Équipée du Cycliste. Tra le sue opere teatrali ci sono Hai una pecora così carina, perché non parli delle pecore?, Poetica, political e burlesque show sulle relazioni coloniale e neocoloniale, e una creazione sulla Palestina, intitolata Nakba, mentre camminavo vidi. Nel 2013, ha firmato con Jawhar Basti e Lotfi Achour l'adattamento dell'opera teatrale di William Shakespeare, Macbeth, nel contesto della Tunisia post-rivoluzionaria. Il loro adattamento, intitolato Macbeth: Leila e Ben - A Bloody History, è stato creato a Londra per le Olimpiadi Culturali 2012 ( inglese) e il  Mondo Shakespeare Festival.
È l'attrice protagonista del film di Jilani Saadi Tendresse du loup.

## Filmografia

### Attrice

#### Cinema
- 2004 : Elle et lui di Elyes Baccar : Elle
- 2004 : Noces d'été, (Matrimonio estivo) regia di Mokhtar Ladjimi : La sposa
- 2006 : (Tendresse du loup), regia  La tenerezza del lupo di Jilani Saadi
- 2008 : Thalathoun (Trente), regia di Fadhel Jaziri
- 2009 : La Lunga notte di Hatem Ali
- 2014 : Primavera Tunisino di Raja Amari
- 2015 : I confini del cielo di Farès Naânaâ
- 2016 : Domani dall'alba di Lotfi Achour : Zeïneb
- 2017 : La bella e le bestie (Aala kāf ʿifrīt), regia di Kaouther Ben Hania (2017) di Kaouther Ben Hania : Faïza

#### Cortometraggi
- 1999 : Tunisie, fille du siècle, regia (Tunisi... figlia del secolo) di Taïeb Jellouli
- 2010 : L'Album di Shiraz Fradi
- 2010 : Najwa Slama Limam che tira
- 2014 : Lasciatemi concludere di Doria Achour : Sonia
- 2014 : Padre di Lotfi Achour : Sonia
- 2016 : Il resto è l'opera dell'uomo di Doria Achour

#### Televisione
- 2002 : Divorzio capriccio (Talak Incha) di Moncef Dhouib : Fidanzata di Chadi (Ospite d'onore)
- 2008 : Conosci te stesso di John Gabriel Biggs
- 2008 : Villa Jasmin di Férid Boughedir

#### Documentari
- 2008 : Ehi! Non dimenticare il cumino di Hala Abdullah Jacob
- 2013 : Artistas in Tunisia di Serge Moati
- 2014 : 7 vite di Lilia Blaise e Amine Boufaie

### Direttore
- 2016 : La nostra donna nella politica e nella società (documentario)
- 2018 : Best Day Ever (cortometraggio fiction, première alla Quinzaine des Réalisateurs)
- 2020 : Le Bain (fiction cortometraggio)

## Teatro
- Pied of war : regia di Mohamed Guellati
- Piccolo fiore : regia di Mohamed Guellati
- Rahmen : coreografia di Karry Kamal Karry e regia di Elyes Baccar
- Ce ne sono altri buoni! : diretto da Mohamed Guellati
- Hai delle pecore così belle, perché non parli delle pecore? : testo e regia di Mohamed Guellati
- Nakba, mentre camminavo ho visto : regia di Mohamed Guellati
- Hobb Storia - Sex nella (arabo) città : diretto da Lotfi Achour (attrice e co-drammaturgo con Achour)
- Romeo e Giulietta di William Shakespeare : diretto da Alexander Zeldin
- Leila e Ben - A Bloody History : diretto da Lotfi Achour (attrice e co-drammaturga con Achour e Basti)
- Sono ancora in vita : diretto da Jacques Allaire

## Riconoscimenti
- Premio per la migliore attrice al Festival del Cinema Africano di Tarifa per La tenerezza del Lupo
- Premio per la migliore attrice al Festival Internazionale del Cinema di Alexandria per Tendresse du loup
- Premio per la migliore attrice al Festival internazionale del cinema di Muscat per Tendresse du loup
- Premio come migliore attrice al Festival internazionale del cinema di Durban per Primavera tunisina
- Premio per l'interpretazione femminile al Meeting dei registi tunisini per Les Frontières du ciel
- Premio Haydée-Samama Chikli per la migliore interpretazione femminile al Carthage Cinematographic Days for Tomorrow from Dawn
- Premio per la migliore interpretazione femminile al Arabic Film Festival di Malmö per Tomorrow at Dawn
- Premio come migliore attrice non protagonista al Festival del cinema tunisino per La Belle et la Meute.